# Sufflamen bursa
Espèce
Baliste boomerang
Sufflamen bursa (aussi appelé Baliste boomerang) est une espèce de poissons tetraodontiformes.